# Juan de París (teólogo)
Juan de París (Jean de Paris, también llamado John Quidort y Johannes Soardis) (París, 1255 - Burdeos, Francia, 22 de septiembre de 1306) fue un filósofo y teólogo francés perteneciente a la orden de los dominicos, que intervino en las disputas generadas en el marco de un conflicto fiscal que enfrentaba a Felipe IV de Francia con el Papa Bonifacio VIII y se mostró a favor de limitar los poderes temporales del papado. Autor del opúsculo titulado De potestate regia et papali (Sobre el poder regio y papal) del año 1302. 

## Biografía
Juan de París nació en París, en fecha incierta, hacia la mitad del siglo XIII. El particular nombre de este teólogo se debe a una cuestión de usos y costumbres tradicionales: en la Edad Media, los nombres de pila o de bautismo respondían a modas y a la necesidad de imitar los nombres de las clases dominantes, de personajes famosos o de santos muy venerados, lo cual terminó reduciendo el abanico de nombres escogidos para el recién nacido. Aún en el siglo XIII el uso de algún apodo o mote, además del nombre de bautismo, era un valor de identidad para evitar confusiones al momento de distinguir a individuos por su designación verbal. 
El mote estaba asociado a un lugar o a ciertas cualidades personales. Era una práctica común de reconocimiento a la excelencia y la dignidad de los teólogos de la escolástica el uso de ciertos epítetos. Por caso, los alumnos de la Universidad de París gustaban de dar honrosos títulos a sus maestros como: doctor solemnis (Enrique de Gante), doctor subtilis (Juan Duns Scoto), doctor fundatissimus (Egidio Romano), doctor irrefragabilis (Alejandro de Hales). De ello se deduce que Juan de París no fue una de las figuras más celebradas ni más atractivas físicamente de la escolástica en su tiempo, ya que los alumnos le reservaron apodos como doctor monoculus, doctor dormiens o doctor surdus.
Tomando como referencia su vida académica, después de obtener un título en Artes, alrededor del año 1290 habría obtenido su licencia para enseñar en la Facultad de Artes y entre los años 1292 y 1296 inició sus actividades en la Facultad de Teología. Con gran vocación para la escritura, dirigió sus obras hacia problemas teológicos palpitantes después de la gran condena de 1277: De principium individuationis, Tractatus de formis y el voluminoso Commentarii in Libros Sententiarum. Sus conclusiones no son aceptadas con facilidad y para justificarse se ve obligado a escribir una Apologeticum. Al mismo tiempo, quedó en una polémica sobre la autoría de una obra en defensa de Tomás de Aquino (Correptorium corruptorii), publicada bajo el nombre de Egidio Romano y que inicia con la palabra Circa.
Se unió a la orden de los dominicos, al final del siglo XIII, que funcionaba en el convento de Saint-Jacques de su ciudad natal. En el año 1300, compuso un opúsculo de naturaleza teológica, De Antichristo, en el que rebatía las ideas apocalípticas y reformistas de Arnau de Vilanova, el "médico de Reyes y Papas", así como otras que circulaban entre los franciscanos espirituales de Provenza, Toscana y Ancona, cuestionando, en particular, las ideas de los Hermanos Apostólicos encabezados por Dulcino de Novara.
En 1303 suscribió, junto a la mayoría de los dominicos residentes del convento de Saint Jacques, un documento que proponía la convocatoria de un Concilio general en contra del papa Bonifacio VIII en medio de su disputa con el rey Felipe. En ese período habría publicado su opúsculo "De potestate regia et papali" (escrito probablemente entre marzo o agosto del año 1302 y mediados del siguiente año).
Al año siguiente, con la condición de responsable de la cátedra de teología (propiedad de los dominicanos) en la Universidad de París, publicó su tratado teológico más importante: "Determinatio de modo existendi corporis Christi in sacramento altaris". Juan escribe ofreciendo una nueva explicación del misterio de la Eucaristía, afirmando que Jesucristo tomó la sustancia del pan, de tal modo que el verbo de Dios está unido con el pan. Esta opinión estaba en contradicción con la creencia de la transubstanciación, es decir, que el pan se ha cambiado en la sustancia del cuerpo. El trabajo fue considerado herético y la Facultad de Artes de la Universidad de París informó del error a Guillermo Baufet, obispo de París; lo que llevó a la creación de una comisión encargada de prelados para examinar más profundamente.
La comisión estaba integrada por parte del arzobispo Egidio Romano y los obispos Baufet y Bertrand du Pouget, quienes, después del examen, le prohibieron bajo pena de excomunión defender tal doctrina y le privaron de los oficios de enseñanza, predicación y de oír confesiones. Juan apeló al papa Benedicto XI, el que murió el 7 de julio de 1304 sin examinar el caso. Entonces, Juan peticionó ante el nuevo papa Clemente V, ex arzobispo de Burdeos, pero murió cuando estaba a punto de ser recibido.
En la novela El nombre de la rosa (1980) de Umberto Eco, el gran inquisidor Bernardo Gui dice que Juan de París murió en Burdeos cuando viajaba para defenderse en la corte pontificia. En justicia a la memoria de Juan, éste adelantó esas proposiciones de forma tentativa porque al principio del tratado escribe que cree en la doctrina católica de la transustanciación y, si se demuestra que la transustanciación es de fe o se definiera, él se retractaría voluntariamente. Aún existen en manuscrito unas diez obras suyas sobre teología, física y metafísica; otras dos "De Anticristo" y "De modo existendi corporis Christi in sacramento altaris", aparecieron impresas siglos tras su muerte.

## La teoría política en tiempos de Juan de París
Las cuestiones que trató la teoría política medieval giraban en torno al derecho a gobernar y las relaciones de equilibrio entre las diversas aspiraciones de emperadores, papas, reyes y señores. Las concepciones del consentimiento popular o de la participación civil en las decisiones públicas eran meramente teóricas o tendientes a justificar la posición de aquellos que reivindicaban su propia autoridad sobre una comunidad de personas a la que más o menos decía representar. El populo o la multitudo designaban a una porción de gente que disfrutaba de ciertos derechos en virtud del señorío o como miembros de un gremio o de una corporación que tenía una carta de libertades. Esta noción de consenso tácito tenía sus raíces en principios corporativos del antiguo derecho romano, según los cuales el todo corporativo podía quedar vinculado por las decisiones de la minoría que lo representaba.
Los nuevos textos políticos presentan un cambio respecto a la tradición griega: la palabra Polis se tradujo como regnum. En efecto, la recepción, traducción y comentario de la Política de Aristóteles coincide con la aparición de una nueva entidad política europea: el Regnum. El "sentimiento nacional", el enlace entre una agrupación humana (multitudo) con un territorio delimitado bajo la autoridad mediadora de un rex (rey), no sólo es una nueva fuerza en la Europa Latina, sino que pronto se transforma en un poder político no dependiente de las dos jurisdicciones universales conocidas hasta entonces: el sacerdotium y el imperium.

### El Reino de Francia
Carlomagno no logró dotar a su Imperio de una organización política que pudiera subsistir por sí misma a las amenazas que se cernían sobre él. Toda la organización del Imperio descansaba sobre una condición necesaria: la fidelidad de los nobles al Emperador y Rey de los Francos y de los Lombardos. Todo ello en un contexto económico y social en el cual los condados se volvían cada vez más autónomos: en principio, como resultaba muy costoso mantener a un guerrero a caballo con todo su equipamiento, sólo los grandes propietarios podían permitírselo y los restantes hombres libres no tenían otra alternativa que encomendarse a un señor como vasallos. Hay que destacar que no existía un ejército permanente en el Reino de los Francos sino que se realizaban levas de armas y cada guerrero debía equiparse por su cuenta. Se vivía en una sociedad rural cuya economía era la agricultura de subsistencia, las ciudades estaban despobladas y reducidas a su mínima expresión y las provincias tenían que subsistir con sus propios recursos.
Así, Carlomagno fue tejiendo una estructura personal de poder dividiendo el territorio en condados, marcas y ducados a cargo de funcionarios nombrados por el emperador con poder militar, administrativo y judicial. El Condado era la unidad de la circunscripción administrativa encomendada a un Conde con el fin de cumplir las disposiciones reales, presidir el mallus judicial, dirigir los contingentes militares, cobrar impuestos y ordenar el gasto. La Marca era el mando militar de un Marqués en las zonas fronterizas. El Ducado aludía a un título de prestigio o a una categoría de mando elevada, sobre algún territorio autónomo o externo al imperio.
Los condes percibían como pago a su gestión las rentas o usufructo de una parte de fisco que la monarquía tenía en el condado, a esto se llama honor. Dada la gran extensión del territorio imperial y el deficiente nivel técnico de los medios de comunicación, los condes se aprovechaban y abusaban de su poder para aumentar sus propiedades territoriales radicadas en el condado y emparentar con familias poderosas del condado. Los inspectores de palacio o missi dominici eran los encargados de que los marqueses y los condes gobernaran según las directrices del Emperador, para ello acudían en parejas a los territorios a comprobar el cumplimiento de las leyes. Sin embargo, los condes y los missi pertenecían a los mismos círculos de la nobleza terrateniente, de manera que inspectores e inspeccionados estaban unidos por intereses en común. 
Cuando la realeza fue fuerte, pudo imponer su autoridad sobre los condes; pero cuando la realeza carolingia decayó en poder militar por las guerras civiles y los saqueos normandos, sarracenos y magiares, resultó más difícil desproveer a un conde de la jurisdicción del territorio asignado.
Con la partición del Regnum francorum (Reino de los francos) en el siglo X, el disuelto Imperio carolingio derivó en la creación de tres jurisdicciones separadas: Carlos el Calvo en Galia (Reino de los Francos Occidentales); Lotario I, bajo el título de emperador en una franja central entre el mar del Norte y el mar Mediterráneo y con asiento en la antigua residencia imperial de Aquisgrán y Luis el Germánico en Germania (Reino de los Francos orientales). Los merovingios, siguiendo la tradición germánica, tenían la costumbre de dividir sus tierras entre los hijos supervivientes y, ya que carecían de un amplio sentido de la res publica (cosa pública), concebían el reino como una propiedad privada de grandes dimensiones. Esto dio lugar a divisiones territoriales, segregaciones y redistribuciones, reunificaciones y nuevas particiones, en un proceso que originaba asesinatos y guerras entre las distintas facciones. 
El Imperio carolingio fue reemplazado por una aglomeración de pequeñas jurisdicciones, cada una de las cuales estaba a cargo de los señores de los castillos locales en la zona occidental o de poderosos ducados en las regiones del este. A principios del siglo XI los condes se adueñaron de las antiguas funciones judiciales como propiedad privada y la única categoría de personas sujeta a una autoridad superior fueron los campesinos desposeídos. Los señores crecieron en poder por la explotación privada del trabajo del paje, la apropiación individual en forma de rentas a cambio de la prestación de un servicio de vigilancia territorial o la administración de justicia y la concesión de favores económicos a otros nobles. A su vez, la explotación privada del trabajo del paje dio lugar a un sistema de propiedad condicional, en el que los campesinos accedían a una porción de tierra para sí a cambio de la prestación de un servicio militar y administrativo (auxilium et consilium).
La muerte de Luis V el indolente en el año 987, traslada la realeza a la Casa de los Capetos. En un principio, los capetos ejercieron un poder limitado al área circundante a París, pero pronto se extendieron y aseguraron hábilmente el dominio de la mayoría del territorio francés con la ayuda de estratégicas alianzas con el papado o a través de la conquista militar. A fin de asegurar la estabilidad de su reino y evitar futuros conflictos hereditarios que amenazaran a esa estabilidad, Hugo Capeto designó como sucesor del trono a su hijo Roberto el mismo año de su coronación. Del mismo modo, los reyes capetinos mantuvieron durante los siguientes dos siglos la tradición de asociar al trono a sus primogénitos y cogobernar junto a ellos.
En el siglo XIII, los monarcas franceses, por su dependencia de los nobles locales para recaudar los impuestos, estaban decididos a emprender una política de centralización de poderes. El primer paso fue crear una identidad espacial a partir de la palabra souverain (soberanía) como lema entre los nobles. El barón Beaumanoir, poeta y jurista, en su Costumes de Beauvoisis (1213), escribe que "aunque el barón es soberano en su baronía, el rey es soberano por todos conocidos". También cambia la denominación de la corona: en el año 1254, Luis IX, se convirtió en el primer monarca en utilizar la denominación de Rey de Francia.
El tercer paso fue la reglamentación de los procesos judiciales a cargo del Parlamento de París, cosa que permitió atraer los asuntos feudales a los tribunales reales y colocar la administración en manos de funcionarios dependientes del rey. El siguiente paso sería establecer impuestos a los bienes del clero, lo que desatará una disputa política con el papado.

### La ley natural de Tomás de Aquino
Juan Quidort fue probablemente discípulo del más grande de los teólogos y juristas de la época: Tommaso d'Aquino, al que la literatura castellana traduce como Tomás de Aquino. La obra del aquinate fue ante todo teológica y filosófica, pero no se privó de estudiar el orden político, las funciones del regnum, las leyes humanas y la propiedad privada en torno a la noción de ley natural. Sus rationes rerum civilium (teorías políticas) se hallan dispersas en cuatro obras: el opúsculo De regimine Iudaeorum (El Gobierno de los Judíos), dedicado a la Duquesa de Brabante y escrito entre los años 1261 y 1272; otro opúsculo inacabado, De regimine principum (Del gobierno de los príncipes), probablemente dedicado al rey de Chipre Hugo II de Lusignan y escrito entre los años 1265 y 1267; un comentario parcial de Política de Aristóteles, Sententia Libri Politicorum; y el tratado de las leyes comprendido en la Secunda Secundae de la Summa Theologiae (Suma teológica), escrito entre los años 1265 y 1274.
La filosofía política de Aristóteles, tal como fue adaptada por Tomás de Aquino, proporcionó el marco conceptual para situar al gobierno civil en un orden cósmico mayor, de modo que reinara un clima de concordia entre los distintos poderes. De acuerdo al aquinate, todo el conocimiento humano forma una sola pieza conformado por tres partes (ciencia, filosofía y teología) que no se encuentran en oposición ni buscan propósitos contrapuestos, sino que se complementan. Esas tres partes siguen un orden de jerarquía desde el más ínfimo de los seres hasta el único perfecto y completo que es Dios: están las ciencias particulares, cada una de las cuales tiene un objeto particular; por encima de ellas, está la filosofía, una disciplina que trata de formular los principios universales de todas las ciencias por medio de la razón, mientras que en la culminación del sistema se encuentra la teología. Basada en la revelación de Dios, la fe es la realización plena de la razón.
Ese esquema de conocimiento constituye un orden cósmico que se estructura según cuatro formas de razón orientadas a un mismo fin: la ley eterna (representa los principios de un orden cósmico gobernado por Dios), la ley natural (aquel aspecto de la regulación divina al que la razón humana puede acceder y es común a toda la humanidad), la ley divina (dirigida a la vida eterna y a la relación de la humanidad con Dios, es un don de la gracia de Dios más que un descubrimiento de la razón natural) y la ley humana (la convención humana capaz de complementar o modificar en sus aspectos secundarios a la ley natural).
El orden político está inserto en el orden eterno y universal de la creación y la ley humana no es más que una participación en la ley eterna, pues todo el conjunto del universo está regido por la razón divina que tiene el carácter de ley.
La ley natural se asienta en la razón natural, aun sin ayuda de la revelación divina, y está presente en todos los hombres (cristianos o paganos). Esa razón natural se manifiesta en la inclinación a buscar el bien y evitar el mal, a obtener y conservar en la existencia terrenal y pecadora cierto grado de seguridad y comodidad materiales para la suficiencia de la vida; siempre y cuando la multitudo se someta a algo por lo que se rija la mayoría (el gobierno del príncipe), para evitar su dispersión en muchos núcleos sin llegar a un fin común.
El gobierno temporal no depende del cristianismo, es un orden natural que tuvo que haber existido antes de la "Caída del hombre", aunque la propensión de los seres humanos al pecado haya requerido la coerción a fin de mantener la paz y el orden de un modo que no era preciso en la condición anterior a la expulsión del paraíso. La caída no significó la pérdida de la razón natural, sino únicamente la pérdida los dones preternaturales de la inmortalidad y la exención del sufrimiento. Y si bien los seres humanos son capaces de elegir no actuar conforme a los principios de la razón, ello sólo significa que también son capaces de ordenar sus vidas y sus acciones a la búsqueda de la felicidad o la dicha (beatitudo) de acuerdo a esos mismos principios. El orden político temporal, dirigido hacia el bien común, es el medio con el que puede conseguirse ese fin.
Con independencia de que ese gobierno temporal sea encabezado por un cristiano o un pagano, "todo lo que se halla ordenado a un fin avanza unas veces rectamente y otras no; por ello la sociedad en ocasiones es bien dirigida y en ocasiones mal. Cada cosa está bien regida cuando se la conduce al fin que le conviene". De esa manera, los súbditos cristianos de un príncipe pagano no estarían dispensados de obedecerle, si cumpliera con los principios de la ley natural. En ese orden de ideas, la Iglesia puede -con razón- dispensar a los súbditos de obediencia a un príncipe hereje que busca su bien individual; en cuanto la herejía es una desviación sobre el contenido de la fe, que se manifiesta en la falsificación de la verdad de la que depende la salvación. Sin embargo, la Iglesia no podría hacer lo mismo con un príncipe pagano que cumpliera con los preceptos de la ley natural.
El concepto de la ley natural fue un constructo intelectual tomista que serviría para negociar los límites entre la ley divina y la ley humana, sin menoscabar la integridad y la autoridad del poder eclesiástico y el poder civil. La ley humana deriva de la natural, a la cual complementa de una forma más específica (regula la vida de una sola especie de criaturas) y efectiva (tomando en cuenta las propiedades distintivas de esa especie), para proveer a las especiales circunstancias de la vida humana. La funcionalidad de esta definición se vislumbra, más que en cualquier otro lugar, en la concepción tomista de la propiedad. Dios tiene dominium sobre la naturaleza de las cosas materiales, pero el hombre tiene un dominium efectivo sobre el uso que se les da.  En la ley natural no existe ningún principio que determine si la posesión es, o debería ser, privada o comunal, pero la propiedad privada existe en virtud del Ius Gentium.
Por lo tanto, si la propiedad privada era una convención humana, su regulación estaba dentro de las cosas temporales y por fuera del poder eclesiástico. La única limitación que plantea para el gobernante, es que no puede tomar propiedad de sus súbditos mediante los impuestos más allá de lo que sea necesario.

## Controversia entre el papado y el reino de Francia
Desde el inicio del reinado de Felipe el Hermoso se habían producido conflictos entre los señores eclesiásticos y los oficiales reales por el cobro de impuestos sobre los hombres y las tierras, que en general se resolvieron en favor de la jurisdicción real, a pesar de las protestas de los obispos y del Papa. Sin embargo, el día de Nochebuena de 1294 el cardenal presbítero de San Silvestre y San Martín Benedetto Gaetani asciende al Pontificado bajo el nombre de Bonifacio VIII y de inmediato se propuso hacer valer su plenitudo potestatis sobre los reyes. En 1296 promulgó la bula Clericis laicos en la que prohibía a los soberanos cualquier exacción fiscal sobre el clero sin autorización pontificia, bajo pena de excomunión. 
Felipe, por su parte, "para cubrir las necesidades del reino", respondió prohibiendo la salida de oro y plata del reino al exterior y restringió el derecho de residencia y de comercio de los extranjeros en Francia, impidiendo que los bancos florentinos establecidos en Francia pudiesen transferir cuantiosas sumas al papa. El papa, en actitud de venganza política, el 20 de septiembre de 1297 publicó la bula Ineffabilis amoris dulcedine en la que, manteniendo el núcleo de lo que había dicho, amenazaba con sublevar a los enemigos del rey y se quejaba de los consejeros del monarca.
El breve período de tensión con el rey Felipe que pronto se solucionó mediante un compromiso. Bonifacio VIII, que entonces tenía otras preocupaciones como los conflictos con los aragoneses de Sicilia y los Colonna, se encontraba en problemas financieros y buscó una salida diplomática. Permitió que el rey pudiera imponer tributos al clero para la defensa del reino, siempre que hubiere formulado la solicitud y la autorizase las Sede Apostólica. La siguiente medida, a través de la bula Romana mater del 7 de febrero de 1297, permitió al clero hacer donaciones voluntarias al rey. A ello se agregó la bula Noveritis nos del 30 de julio, en la que limitaba el alcance de la anterior Clericis laicos, ya que no se aplicaba a los impuestos que los eclesiásticos aceptasen, ni suprimía los deberes feudales, ni se aplicaba a los clérigos que no vivían como tales, pero si permitía al rey de Francia -o al consejo real en caso de que ese fuese menor de edad- adoptar medidas tributarias necesarias en caso de urgencia.
La tensión se había aplicado, a pesar de las encendidas proclamas del conde Guido de Flandes cuyos representantes, en medio de su guerra con Felipe en 1298, llamaron al papa "souverain du Roy de France en espirituel et en temporel" y, al año siguiente, "juez de todas las cosas temporales y espirituales". Ni siquiera reanimó el conflicto la voz del cardenal franciscano Matteo d'Acquasparta proclamando, al inicio del 1300, que la autoridad del sumo pontífice es tal que se extiende de hecho a quienes no son cristianos, por cuanto es soberano de todas las cosas temporales y espirituales.  
El monarca capetino seguía precisando más financiamiento para sostener su guerra con el rey inglés Eduardo e impuso nuevos impuestos. Si bien algunos clérigos juzgaron conveniente la medida, otros se opusieron e iniciaron una campaña en contra de la causa del monarca franco. Entre éstos se encontraba el obispo de Pamiers Bernard Saisset, amigo personal de Bonifacio VIII y quien no perdía oportunidad para hablar mal del rey Felipe IV.
A finales del verano de 1301 la detención del obispo Saisset por orden del rey bajo la acusación de traición desencadena un grave conflicto con el Papa, porque la detención constituía una clara violación de los privilegios eclesiásticos, ya que únicamente el Papa podía juzgar a un obispo. El motivo inmediato del arresto fue forzar a una solución del conflicto por la jurisdicción de Pamiers que enfrentaba al Conde de Foix, que tenía el apoyo del rey, y a la Iglesia local que contaba con la intervención del Papa que había puesto esa diócesis bajo su protección directa. Sin embargo, el objetivo último del monarca capetino era arrancar a Bonifacio VIII el reconocimiento de la jurisdicción suprema del rey sobre todos sus súbditos, incluidos los miembros de la alta jerarquía eclesiástica local, es decir, un reconocimiento de la superioridad absoluta del rey sobre el Papa en el interior de su reino.
Como represalia, el 4 de diciembre de 1301 Bonifacio promulgó la bula Salvator mundi revocando todos los privilegios impositivos concedidos a la Corona francesa y prohibía al clero local el pago de cualquier tributo. Al día siguiente, emite otra bula, Ausculta fili charissime (Escucha, hijo), en la que reprueba al rey francés por no haber tomado en cuenta otra bula, la Clericis laicos sobre los impuestos a los clérigos, y por no obedecer al obispo de Roma. 
Cuando la bula Ausculta fili llegó a la corte francesa, el canciller capetino Pierre Flotte la hizo quemar y la sustituyó por una apócrifa titulada Scire te volumus. En esta se afirmaba que el papa ejercía el poder temporal sobre el rey y todos los franceses. Así, Flotte la hizo distribuir por el todo el territorio francés con el propósito de mover a la opinión pública en contra del Papa. A su vez, Felipe acusa de herejía al papa ante la reunión de los representantes del clero y de la nobleza y por primera vez de la ciudad de París, lo que constituye el nacimiento de los Estados Generales de Francia en abril de 1302, y además convoca un concilio general para juzgarlo durante el mes de junio. Las reuniones concluyeron con el envío de cartas de protestas al Sacro Colegio.
En el Consistorio de Anagni, 25 de junio, fueron recibidos los embajadores del rey de Francia. Habló el cardenal Matteo d'Acquasparta e hizo una distinción: el papa tiene una jurisdicción sobre el poder temporal, la ratione peccati. Después habló Bonifacio VIII y dijo que el rey, como fiel, tiene que estar sometido cuando hay cuestiones de pecado.
El canciller Flotte moriría en la batalla de Cortrique el 11 de julio de ese año, en medio del malogrado intento del rey capetino por someter al Condado de Flandes. El hecho sería visto como la oportunidad para un cambio de política por parte del monarca capetino por parte de los cardenales, quienes el 26 de julio se dirigieron en una carta a los nobles del reino denunciando la falsedad de la bula Scire te volumus y acusando de su autoría al fallecido canciller.
Tras la muerte de Flotte, Guillermo de Nogaret se convirtió en consejero principal del rey, confirmando la posición mantenida hasta ese momento. El papado respondió con la bula Unam Sanctam el 18 de noviembre de 1302, la que fue, tal vez, la expresión más radical del cesaropapismo en un documento oficial.
El propósito de la bula se asentaba sobre dos principios fundamentales: 1) el papa es supremo en la Iglesia y la sujeción a él es doctrina necesaria para la salvación, 2) hay dos espadas (la espiritual y la temporal), pero ambas están en la potestad de la Iglesia, "Una por mano del sacerdote, otra por mano del rey y de los soldados, si bien a indicación y consentimiento del sacerdote". Los argumentos se apoyan en la interpretación medieval de varias figuras bíblicas populares en la época: la esposa del Cantar de los cantares (6:8), la unión espiritual de la Epístola a los Efesios (4:5), una analogía entre la Iglesia y el Arca de Noé en el Diluvio universal, el pedido de socorro a Dios del Libro de los Salmos (21:21), la túnica de cristo, el primado de Pedro y su martirio y el rebaño de gentiles en el Evangelio de Juan (19:23, 21:17, 10:16 respectivamente), el hombre espiritual de la Primera epístola a los corintios, la piedra fundamental de la Iglesia en el Evangelio de Mateo (16:19), la resistencia a Dios en la Epístola a los romanos (13:2) y el origen de la creación del Génesis (1:1).

### Los publicistas
La querella entre el papa Bonifacio VIII y el rey Felipe IV fue en gran medida un enconado debate de ideas entre teólogos y juristas. Se vuelven a analizar los mismos pasajes de las Escrituras, a reexaminar los mismos precedentes históricos, a reinterpretar los mismos acontecimientos cruciales, tales como la Donación de Constantino y la translación del imperio, pero se agrega una teoría de los poderes de la realeza hasta entonces no planteada y que estaba sumergida en los trabajos de Tomás de Aquino.
En vez de dos jurisdicciones universales, el sacerdotium y el imperium, el problema se plantea entre el rey de Francia como poder independiente, por un lado, y el papado, como poder autónomo por otro. Se enfrentaban dos visiones: la plenitudo potestatis y el secularismo. La diferencia entre ambas posturas, es esencialmente jurídica. La esencia de la teoría de la plenitudo potestatis expresaba que el derecho papal a intervenir o deponer a un monarca negligente no dependía, en manera alguna, de que el rey fuese vasallo del papa; dependía únicamente de los poderes plenos de la función papal, que tiene por ser vicario de Cristo. La esencia de la teoría de la realeza secular era definir a la autoridad espiritual del papa como de instrucción ética o religiosa y privarla por consiguiente de fuerza coactiva, función que sólo correspondía al rey. Ello hizo posible, la reaparición de los estudios jurídicos, tanto en el derecho romano como en el canónico, la transformación de la filosofía medieval y el establecimiento de nuevas categorías de relaciones.
Tomás de Aquino había establecido una serie de distinciones esclarecedoras para las mentes filosóficas de la época. Primero sostuvo que "todas las cosas que proceden de Dios, poseen una ordenación entre sí y para con el propio Dios". Es decir, que los hombres poseen una doble relación: una para con sus semejantes, otra para con Dios. Concibió a la ley como una ordenación de la razón, en vista del bien común, consistente en lograr la tranquilidad en la comunidad que conforma cada una de esas relaciones. La tranquilidad se logra cuando la ley es conocida por todos y para eso necesita ser promulgada. La comunidad eterna formada por la relación con Dios se rige por la ley divina, promulgada por Dios. La comunidad natural formada por la relación entre los hombres se rige por la ley humana, promulgada por el rey.
El otro hecho significativo es la aparición intelectual, en el paso del siglo XIII al XIV, del seglar educado y con preparación jurídica. En los embates de otras épocas, entre pontificado e imperio, siempre había existido una desproporción de conocimientos en favor de la iglesia: los papas Gregorio VII, Inocencio III, Gregorio IX e Inocencio IV eran conocedores del derecho; los príncipes, a excepción de Federico II Hohenstaufen, eran mentes sin preparación jurídica suficiente, por lo que debían apelar a la colaboración de los teólogos locales que mostraban más obediencia al papa que al emperador. En la querella sobre la autoridad francesa, el debate teórico sobre la plenitudo potestatis se dio entre el papa y los asesores jurídicos del rey.
Ahora, la mayor parte de los defensores del monarca eran juristas, hombres preparados y empleados profesionalmente en los tribunales reales o el consejo real, dispuestos a utilizar los recursos del derecho romano en ayuda de la monarquía hereditaria. Entre los defensores del rey, Pierre Flotte estudió derecho en Montpellier y Arlés; Guillaume de Nogaret fue profesor de derecho en Montpellier, Guillaume de Plaisans estudió derecho y ejercía de abogado en Montpellier en 1301, cuando fue invitado a trabajar en la corte real, Pierre Dubois estudió derecho y en 1300 era advocatus realis en Coutance.
Por su parte, Bonifacio VIII había estudiado derecho y tenía un conocimiento jurídico demostrado. Pero, cuando trató temas teológicos, se valió de los conocimientos e ideas de Tolomeo de Lucca, antiguo confesor de Tomás de Aquino; Egidio Romano, egresado de la Universidad de París; Santiago de Viterbo, estudió y enseñó en París, donde frecuentó las lecciones de Egidio Romano y llegó a ser profesor de Teología entre 1293 y 1300 y Enrique de Cremona era doctor en derecho. Todos ellos habían recibido reconocimientos y honores el papa a la hora de fijar su posición.
Muy cuestionado en la época se ubica el agustinista Egidio Romano, el que, habiendo sido preceptor de Felipe y para el cual escribió en 1285 el popular speculum "De regimine principum" siguiendo las ideas tomistas, cambió su posición sobre el orden secular luego de ser nombrado arzobispo de Brujas por el papa Bonifacio VIII.

### Temas y publicaciones
Las diferentes posturas jurídicas se desenvolvieron alrededor de tres temas específicos, en un intento por desbaratar las posiciones de poder de un lado a otro en la disputa: 1) el derecho de renuncia por parte del Papa, ante la decisión de Celestino V de abdicar a su trono el 13 de diciembre de 1294; 2) los límites de la plenitudo potestatis que el Papa y la curia romana defendían y 3) la facultad del rey para promulgar leyes en la comunidad, que se traducía en la potestas real para establecer el cobro de impuestos a las personas eclesiásticas y sobre sus posesiones.
La renuncia de un papa y la elección inválida de otro servía muy bien para el debate, porque detrás de este asunto estaba el cuestionamiento de la plenitudo potestatis que el papa avocaba para sí. El primero en pronunciarse en 1295, fue el franciscano Pedro de Juan Olivi aceptando la validez de la renuncia de Celestino V. A él le siguieron en la misma posición, los maestros Godofredo de Fontaines y Pedro de Alvernia. Pero el 15 de junio de 1297, ciertas desavenencias económicas transformadas en rivalidad política en el seno de la Iglesia, entre los cardenales Santiago y Pedro Colonna de Palestrina y el papa Bonifacio, llevó a los primeros a buscar un pronunciamiento de los principales juristas de la Universidad de París sobre el derecho de renuncia del papa (que de ser rechazado, invalidaría la elección de Bonifacio). Buscaban la remoción del hombre "que dirige la iglesia como un tirano". Proponían la convocatoria de un concilio que declarase la sede vacante y el levantamiento del deber de obediencia a Bonifacio.
El papa reaccionó contra las peticiones de los Colonna y logró que todos los cardenales de la Curia emitieran una declaración de que la elección no estaba en discusión. Incluso el cardenal Nicolás de Nonancourt, antiguo canciller de la Universidad de París y que había sido elevado al cardenalato por Celestino V, defendió la elección en tres escritos. A él le siguieron el cardenal Juan Le Moine, Juan Burgundio, Conrado de Megenberg, Guillermo de Sarzano y Egidio Romano, este último con el opúsculo De renunciatione papae (marzo de 1298). El conflicto en torno a la validez de la renuncia papal estaba superado.
La prisión y el inicio del proceso judicial contra el cardenal Bernardo Saisset, entre julio y octubre de 1301, abrió la discusión en torno a los poderes absolutos del papado. En un imprevisible giro de los acontecimientos y en una cuidadosa lectura de la acusación real contra el obispo Saisset, el rey Felipe IV pretendía arrogarse el poder sobre las cuestiones religiosas en el reino de Francia. Los actos de conspiración, simonía, herejía y perjurio cometidos por el obispo eran un crimen contra Dios, contra la fe, contra la Iglesia y, en consecuencia, contra el rey mismo.
En el año 1302, se conocerán dos obras fundamentales en defensa de la plenitudo potestatis papal: De ecclesiastica potestate, escrita por Egidio Romano, en la que, no sólo se defiende los derechos del papa y de la iglesia frente al poder temporal, sino que se propone la subordinación directa de este último a través de la reducción a un poder espiritual único; De regimine christiano, escrita por Santiago de Viterbo, que llegó a ser considerado un tratado de eclesiología muy completo. Sus principales argumentos se trasladaran, como se verá reflejado, a la bula Unam Sanctam.

## La posición de Juan de París
En ese momento, Juan escribe y publica De potestate regia et papali. El dominico, para colocar a Francia fuera de toda sujeción política, respecto del papa como del emperador, desechó completamente la idea medieval de un imperio de la cristiandad. Se basó en la Ética y Política de Aristóteles, en las Sagradas Escrituras, en la Civitate Dei de San Agustín, en las teorías políticas de su antiguo maestro Tomás de Aquino (en cuanto a la sustentación de la autonomía del poder del principado civil a partir de conceptos aristotélicos), los derechos canónico y romano, y en una lectura crítica de los escritos de Egidio Romano, Santiago de Viterbo y Enrique de Cremona.
El opúsculo consta de una introducción y tres partes. La primera trata del origen y la naturaleza del poder real (secciones I-V), siendo la parte teórica fundamental; la segunda parte, del dominio y jurisdicción del poder papal en lo temporal (VI-XX capítulos), es la más extensa por la exposición y refutación de cuarenta y dos argumentos en pro de la subordinación de la autoridad secular a la espiritual; y la tercera, llamada Suplemento, examina otras cuestiones relacionadas con la primera como la Donación de Constantino y la renuncia y deposición del sumo pontífice (capítulos XXI-XXVI).

### El regnum y los bienes de los laicos
En primer lugar, Quidort define al regnum (Reino) como "el gobierno de la multitud perfecta, ordenado por uno al bien común". A continuación ofrece una minuciosa explicación de dicha definición: "Este gobierno se deriva del derecho natural y del derecho de gentes. Como el hombre es por naturaleza un animal político o civil, como se dice en el libro primero de la Política (1253 a 2), lo cual se manifiesta según el filósofo, por la alimentación, el vestido y la defensa, cosas en las que uno solo no se basta a sí mismo, y también por el habla que está dirigida a otro, cosas que solo al hombre corresponden, es necesario al hombre vivir en multitud y en una multitud tal que le baste para la vida. De este modo, no hay comunidad de una casa o de una sola aldea, sino de la ciudad o reino, pues en la sola casa o en la aldea no se encuentran todas las cosas necesarias para la alimentación o el vestido y la defensa para toda la vida como en la ciudad o reino (...)".
Sin embargo, "toda multitud en la cual cada uno persigue lo que es suyo se disuelve y dispersa en diferentes direcciones, a menos que sea ordenada hacia el bien común por una sola persona, a quien fue confiado su cuidado por el bien común", lo que supone, por supuesto, la cabeza de uno sobre los otros. Luego, esa persona, bajo cuyo cuidado vive la multitud, debe "dirigir sus ojos hacia algo más común"; ya que "según lo propio los hombres difieren, mas según lo común se unen". 
Históricamente, los reyes han arrancado a los pueblos de su barbarie primitiva. Ofrece como argumento un relato histórico tomado del historiador hispano Paulo Orosio: "(...) Antes de Belo y Nino, que fueron los primeros en reinar, los hombres no vivían según la naturaleza, no eran hombres, sino animales salvajes, sin guía, según narran algunos y refiere Orosio. Cicerón también dice algo semejante al principio de su Retórica Antiga y el filósofo comenta en su Política, que tales individuos no viven como los hombres, sino como dioses o como bestias".
De esa forma, como "los hombres no podían ser conducidos por medio de un lenguaje común, de la vida bestial a la vida en común (...) por lo tanto, los hombres que hacían más uso de la razón compadeciéndose del error de sus semejantes, comenzaron a conducirlos hacia la vida en común ordenada bajo alguien único, por medio de razones persuasivas (...) y así conducidos con ciertas leyes se unieron para vivir comunitariamente. Estas leyes, ciertamente, pueden ser llamadas aquí derecho de gentes".
En suma, mientras que la razón natural mueve al individuo a satisfacer su instinto de conservación, la "multitud perfecta", ordenada por uno y bajo ciertas reglas de cooperación, es el modo racionalizado para encontrar los mejores procedimientos y medidas para la producción y adquisición de los bienes necesarios para la supervivencia, garantizar los derechos de propiedad sobres los bienes adquiridos y asegurar la defensa del territorio frente a la amenaza de vecinos hostiles.
No obstante, ni el derecho divino ni el derecho natural reclaman la unidad política del género humano. La diversidad de condiciones geográficas y de intereses temporales en los hombres puede incluso estar mejor asegurada por la diversidad de reinos y la multiplicidad de reyes. Con Aristóteles, Juan de París se pronuncia a favor de reinos diversos y contra la monarquía universal. De esa manera, cualquier reino puede organizarse como tal y atender a su finalidad natural, es decir, proporcionar a los súbditos la posibilidad de vivere secundum virtutem, sin depender de la buena voluntad de la Iglesia y las gracias sobrenaturales. Su legitimidad está desde luego asegurada, porque el reino se deriva de la naturaleza y de la razón humana y depende exclusivamente de la voluntad de los individuos, que se rige exclusivamente por la moral natural.
En cuanto a la regulación de los bienes necesarios para la propia conservación o preservación de los hombres, que Juan limita a alimentación, vestido y defensa y los define como "temporalia ladacorum" (bienes temporales), la propiedad de los mismos corresponde a los individuos. Cada hombre puede satisfacer sus instintos naturales solamente mediante su capacidad, trabajo y esfuerzo (ars, labor, industria propria) y, por lo tanto, los bienes adquiridos por su propio esfuerzo solo a él le pertenecen.
Ahora bien, en tanto los hombres difieren según lo propio, lo mismo pasa con la propiedad de los bienes, los cuales suelen provocar desacuerdos y conflictos entre los hombres, capaces de acabar con la unidad de la multitud. Siguiendo el análisis de Tomás de Aquino desde el derecho romano, Juan propone que los desacuerdos en la naturaleza son de dos formas: cuando alguien pretende apoderarse de un bien ajeno, cuando el individuo demasiado apegado a sus cosas no las comparte en miras a la utilidad de la comunidad (utilitate patriae). A partir de esos conflictos, el pueblo instituye un príncipe (el rex) para que presida en casos de desacuerdo. El rex, tomando en consideración el esquema de propiedad condicional vigente en la Edad Media, es el que discierne acerca de lo justo e injusto, es "vindicador de las injurias" y él es "medida en la distribución de los bienes exteriores de los laicos (...) según una justa proporción y en favor de la necesidad o utilidad común". Por lo tanto, el rey es quien regula el contenido del derecho de propiedad de cada persona, estableciendo el límite entre lo que es necesario para la vida del individuo y lo que es útil al bien común de la multitud.
Juan dice muy poco acerca de la organización interna del regnum. En términos generales, es bastante claro que concibe el gobierno bajo la forma de una monarquía medieval. Así, por ejemplo, sostiene que Pipino el Breve fue escogido "por elección de los barones". En todas las cuestiones temporales, son los barones los que frenan o disciplinan al rey.

### La iglesia y los bienes de los fieles
En la introducción, Juan afirma que escribe la obra especialmente con objeto de resolver el problema de la propiedad eclesiástica y con la finalidad de marcar una vía media entre dos errores contrapuestos. Uno de ellos es sostener que el Papa y la Iglesia no deben tener, en absoluto, ningún poder jurisdiccional o propiedad de bienes materiales. El otro se encuentra en la afirmación de que la Iglesia es un reino (en clara alusión a Santiago de Viterbo) y que el Papa, vicario de Cristo, es el titular de plenitudo potestatis, gracias a la cual ejerce un control absoluto sobre todas las personas y los bienes materiales. A los sostenedores del primer error los califica de "valdenses", en alusión directa a las teorías del movimiento de los "Pobres de Lyon" iniciado hacia 1170 y fundado por Pedro Valdo. A la segunda posición la identifica con el error de Herodes, quien creyó que el reino de Cristo era de este mundo. Es evidente que la propuesta de Juan de París está orientada a refutar esos dos juicios antitéticos, para que puedan restaurarse la paz y la armonía entre Felipe IV y Bonifacio VIII.
La naturaleza de la Iglesia se encuentra en la razón eterna: "Como el hombre no consigue la vida eterna por la virtud humana, sino por la gracia de Dios, de acuerdo con lo que dice el Apóstol en Romanos 6:23, la vida eterna es la gracia de Dios ordenada al fin sobrenatural, (lo cual) no es obra del gobierno humano, sino del gobierno divino".
La Iglesia necesita de auxiliares para la administrar los sacramentos como signos visibles y físicos de la gracia de Dios. El análisis de Juan en este punto, siguiendo a Tomás de Aquino, está orientado a explicar la naturaleza funcional del sacerdocio: "es el poder espiritual dada por Cristo a los ministros de la Iglesia para dispensar los sacramentos a los fieles".
Contrariamente al principio natural de la multiplicidad de reinos, si bien el fin sobrenatural del hombre obedece a las mismas leyes de multitud perfecta ordenado por uno hacia el bien común, la diferencia de fines trae como consecuencia una diferencia esencial de organización. La unidad de la Iglesia exige la unidad del poder espiritual que, bajo un jefe supremo, entraña la unidad de una sociedad universal que no se organizó como reino, sino que fue dada por Dios.
Ahora bien, numerosos pasajes del Nuevo Testamento muestran que Cristo no ejerció ningún poder o jurisdicción terrenal, ni mucho menos confió a Pedro, en su persona o la de sus sucesores, tal poder. Por ello, el ámbito de acción del poder espiritual, incluyendo al Papa, se limitó a la esfera espiritual, en lo que respecta a la predicación de la palabra, el ministerio de los sacramentos, la consagración eucarística e incluso la organización y la administración eclesiástica, tales como la provisión de cargos eclesiásticos, el procesamiento y castigo de los clérigos transgresores del derecho canónico.
En tanto los bienes espirituales han sido dispuestos por Dios en orden al bienestar de la comunidad de todos los fieles, así las cosas, Juan niega que la posesión de propiedad eclesiástica corresponda al papa. No corresponde a ningún individuo, sino a la comunidad como cuerpo, y el control que de ella tiene el papa es el de un administrador (dispensator) ya que todos los obispos son iguales en autoridad espiritual. El papa puede incurrir en responsabilidad por mal uso de la propiedad de la iglesia.
Al igual que cualquier secular, el papa puede pecar en las cosas espirituales, por ejemplo, confiriendo beneficios por simonía, disipando los bienes de la Iglesia, privando injustificadamente a miembros del clero de sus bienes o derechos, juzgando o enseñando erróneamente en lo que se refiere a la fe y las buenas costumbres.
El oficio papal, si bien es único y deriva de Dios, es distinto de la titularidad del mismo, cuya elección requiere la cooperación humana. En consecuencia, en tanto el rey puede ser depuesto por un consejo de barones al incurrir en responsabilidad por mal uso de sus funciones, mutatis mutandis, el papa, elegido por consenso, puede renunciar o ser depuesto en virtud del mismo consenso: "Entonces aunque el papado en sí provenga sólo de Dios, sin embargo, es por cooperación humana en esta o aquella persona, esto es por consenso del electo y de los electores; y así también por consenso humano, puede dejar de existir en esta o aquella persona". Dicho postulado "resultó sospechoso en su época pero muy influyente en los siglos venideros".
El punto que encontró Juan para defender ese argumento, fue el intervalo en que se desarrollaba una elección pontificia, el poder papal tenía que residir en alguna parte (el cargo del Archidiácono de la Iglesia había sido suprimido en 1073 por Gregorio VII sin que se reasignaran sus funciones) y, en consecuencia, si un papa puede ser investido del pontificado también puede ser privado de él mediante algún procedimiento jurídico. En tal sentido, no tiene la menor duda de que un concilio general puede deponer a un papa y expone, como opinión propia, la de que el colegio de cardenales puede hacerlo legítimamente. Es evidente, que concibe al colegio cardenalicio como situado en la misma relación con respecto al papa en que estaban los parlamentos feudales de los estamentos con respecto al rey.

### Las relaciones entre el regnum y la iglesia
El regnum, en tanto comunidad autosuficiente, y el poder secular, considerado en abstracto, son anteriores al sacerdocio cristiano y no derivan de él, y tampoco son establecidos por él. Está plenamente justificado debido a los múltiples beneficios que proporciona a los ciudadanos, que no son los que se ofrecen de forma gratuita por la Iglesia. En otras palabras, los reinos tienen su propia razón de ser en las estructuras materiales terrestres, que elimina de inmediato cualquier tipo de reclamación hierocrática. 
La dignidad eminente que ha de reconocerse al sacerdocio se debe a su fin sobrenatural, lo que al mismo tiempo limita su supremacía. Dios ha querido manifiestamente que los dos poderes fuesen distintos. El Antiguo y el Nuevo Testamento lo atestiguan. El príncipe es llamado por el Apóstol minister Dei y no minister papae. De allí, Juan considera al argumento que sostiene que los seres superiores gobiernan a los inferiores, fundamentado en el principio de que los seres espirituales dirigen a los materiales, es incoherente; pues una verdad metafísica no debe ser aplicada con la misma certeza en el ámbito de la física y de la lógica. La comunidad política y el poder secular se originan en la naturaleza social del hombre. Ambos son independientes del poder papal, así como de la nobleza y del clero.
Seguidamente, Juan sostiene que las otras dos facultades implicadas por la autoridad espiritual -la de poseer la propiedad necesaria para fines espirituales y la de regular el clero- no suponen ningún poder sobre la autoridad secular.
En primer lugar, sostiene que es legítimo que el clero tenga propiedad, como medio para desarrollar su tarea espiritual, pero el control legal de la propiedad reside en la autoridad secular. Es totalmente falso argüir que, por el hecho de que se necesita la propiedad para fines espirituales, la autoridad espiritual deba extenderse a un control indirecto de la propiedad.
La consagración y administración de los sacramentos y el derecho a predicar y enseñar son, a su juicio, puramente espirituales y no requieren medios materiales. La fuente principal de confusiones es el derecho del clero a juzgar y corregir a los malhechores y la autoridad espiritual se extiende únicamente hasta la excomunión, que intrínsecamente no tiene consecuencias materiales. La coacción corresponde al poder secular.
La excomunión aplicada, por ejemplo, a un príncipe hereje, puede llevar a su pueblo a negarle la obediencia, pero ello es incidental y no implica ningún derecho por parte del poder espiritual a coaccionar a los gobernantes. En ese punto, Juan señala que una protesta hecha por las autoridades seculares contra cualquier abuso que se cometa en la Iglesia puede tener efectos incidentales semejantes, haciendo que un papa cambie de actitud. Jurídicamente, el derecho de un papa a deponer a un rey no mayor que el de un rey a deponer a un papa. Ambos pueden protestar y la protesta tener peso, ambos pueden ser legítimamente depuestos, pero solo por la autoridad propiamente constituida que los elige.
No obstante, cuando aborda la cuestión del abuso funcional de los papas y el derecho a la resistencia, justifica cierta intervención secular. Basándose en los mismos principios generales en que se habían apoyado muchos escritores del medievo para justificar la resistencia a un monarca, Juan sostuvo que, si bien no puede entablarse ningún procedimiento jurídico contra el papa, si el pontífice provoca la rebelión y no puede persuadírsele de que se detenga en el camino emprendido, la iglesia debe oponérsele y el príncipe, por su parte, puede "repeler la violencia papal con su propia espada".  
La argumentación general desarrollada por Juan de París acerca de la relación entre las dos potestades tiene el complemento de su estudio de la relación entre el papa y el rey de Francia. El tratamiento es histórico, ya que gira en torno a la Donatio Constantini (Donación de Constantino) y su finalidad era mostrar que, cualesquiera que fuesen las relaciones entre el papado y el imperio, no había razón para considerar al rey de Francia sujeto al papa.
En primer lugar, muestra que por razones históricas la donación sólo puede ser aplicada a algunas partes de Italia. Ataca a continuación la validez jurídica del documento, basándose en que el emperador no pudo jurídicamente haber enajenado parte del imperio. Sostiene después que, aun en el caso de que se aceptase lo contrario, no podría aplicarse a Francia, ya que los francos nunca habían estado sometidos al Imperio. Y por último, aunque así hubiera ocurrido, muy bien podrían haber conseguido por prescripción su derecho a la independencia.

### Proyecciones futuras
Con Juan de París, se elimina la influencia del agustinismo político en el plano epistemológico. La politología y la eclesiología se convierten en dos campos distintos cuyos destinos están en adelante separados. El modelo presentado de separación entre los dos poderes -algo que se había intentado varias veces en el siglo XII- indicaba el fin de la Christianitas medieval y el inicio de la modernidad.
Asimismo, la obra de Quidort abre el camino para nuevas teorías en el futuro. Considerar la iglesia un régimen bene comixtum, donde los ministros inmediatos del papa, elegidos por el pueblo, tuvieran derecho a deponer a su superior, era el anuncio del conciliarismo que dominaría en los siglos XIV y XV. Su definición del reino que, en vez de hablar de una societas perfecta, habla de una multitudo perfecta, fue un anuncio anticipado del nominalismo que afloraría más tarde. Su propuesta de señalar un jefe que dijera a quien pertenecen los bienes y que defendiese los bienes de los particulares prenunciaba el liberalismo lockeano.